# Wanda Michalska
Wanda Michalska (z domu Zapolska – Downar); ur. w 1886 w Warszawie, zm. w 1953 w Warszawie – polska introligatorka, właścicielka „Introligatorni Artystycznej” w Warszawie, członkini cechu introligatorów.

## Biogram
Wywodziła się z księgarskiej rodziny Arctów – jej babka, Helena Arct była siostrą księgarza i wydawcy, Stanisława Arcta. Zamężna z księgarzem Janem Michalskim, współwłaścicielem Księgarni Wydawniczej Trzaska, Evert i Michalski, z którym miała syna Czesława.
Od 1927 właścicielka „Introligatorni Artystycznej” Wandy Michalskiej z siedzibą w Warszawie przy ul. Miodowej 8, a następnie Miodowej 5 i ul. Wspólnej 50. Introligatornia Artystyczna działała do wybuchu II wojny światowej, w szczytowym okresie zatrudniając do 60 osób. Kierownicze stanowiska zajmowali bracia Bogdan i Janusz Kałężni, siostrzeńcy Jana Michalskiego. Zakład realizował liczne zlecenia Wydawnictwa Trzaski, Everta i Michalskiego, rozwijał dział opraw artystycznych, przyjmował zlecenia opraw dla nakładów obcych oraz zlecenia indywidualne. W 1937 otrzymał Grand Prix na Wielkiej Wystawie Światowej w Paryżu za oprawę wydawniczą „Polska, jej dzieje i kultura” oraz złote medale za oprawę artystyczną.
Dorobkiem introligatorni są oprawy skórzane i płócienne, wykorzystujące linie introligatorskie; ornament komponowany w ten sposób nie był stosowany do tej pory w nakładowym introligatorstwie dwudziestolecia międzywojennego. Introligatornia Artystyczna słynęła z doskonałych materiałów i staranności wykonania.
We wrześniu 1939 Wanda Michalska przedostała się na Węgry. Wróciła do Warszawy w sierpniu 1940. Zakład prowadziła przez cały okres okupacji. Podczas Powstania Warszawskiego w Introligatorni mieścił się Szpital Polowy, którego administratorką była Wanda Michalska. Używała pseudonimów „Ciocia”, „Generał”. Po kapitulacji Warszawy Wanda Michalska została umieszczona w szpitalu jeńców AK w Zeithain, oddziale stalagu IV-B Mühlberg, nr. Jeńca 299777. W sierpniu 1945 wróciła do Warszawy, i ponownie otworzyła introligatornię, początkowo wspólnie z introligatorem Władysławem Zjawińskim. Po wojnie Wanda Michalska uczestniczyła w organizowaniu cechu Introligatorskiego.
Od czerwca 1946zakład Wandy Michalskiej był punktem kontaktowym i miejscem przekazywania prasy niepodległościowej. Wanda Michalska jako łączniczka tajnej organizacji „SNN” Stronnictwo Niezawisłości Narodowej została aresztowana 14 stycznia 1947, a następnie osądzona i skazana na 3 lata więzienia z darowaniem kary na mocy amnestii. Została zwolniona 10 czerwca 1947.
W PRL introligatornia istniała do roku 1950, kiedy to została wcielona do Robotniczej Spółdzielni Wydawniczej.
Wanda Michalska zmarła w 1953. Pochowana na Cmentarzu Powązkowskim w Warszawie w grobowcu rodzinnym Trzeciaków kw: 13-5-15

## Odznaczenia
W 1952 Wanda Michalska otrzymała dyplom uznania za działalność cechową.